# Atauro
Ataúro je malý ostrov, ležící 25 kilometrů severně od Dili ve Východním Timoru. Je přibližně 25 kilometrů dlouhý a devět kilometrů široký, celková rozloha činí přibližně 140 km². Roku 2015 zde žilo 9274 obyvatel. Nejbližším ostrovem je indonéský Liran, ležící 12 kilometrů severovýchodně. Jeho název v místním jazyce znamená „koza“, a to z důvodu velkého množství koz, které ostrov obývaly. Podnebí na ostrově se dělí na dvě sezóny, suchou a dešťovou. Nejvyšším vrcholem ostrova je Manucoco (995  m n. m.).